# Habitatge al carrer Callao, 14 (Alcanar)
L'Habitatge al carrer Callao, 14 és una obra d'Alcanar (Montsià) inclosa a l'Inventari del Patrimoni Arquitectònic de Catalunya.

## Descripció
Portal adovellat amb pedra, actualment bastant restaurat, que té gravat, a la dovella central, la següent inscripció: "A?IA Å 1617". Aquesta inscripció s'aconseguí llegir correctament el 1992, establint finalment com la correcta, la següent: "Fibla Å [any] 1617".
Els muntants són també de pedra, amb els carreus posats a trencajunt.
La façana de l'habitatge al que pertany està refeta fa poc. Té una tribuna, sostinguda amb bigues de fusta.
Als costats de la porta, criden l'atenció dos cossiets que hi ha i que imiten relleus medievals, encara que contemporanis. En canvi, les bases sobre les que es recolzen semblen petits capitells, irregulars, invertits, que sí sembla que siguin més antics.
Al mateix carrer, a l'habitatge núm. 8, hi ha un portal del mateix tipus, sense data i en part amb els muntants mutilats.

## Història
La data d'aquesta portada -1617-, la proximitat a un altre portal similar i la seva ubicació, propera a l'església, fan pensar que el segle xvii a les Cases d'Alcanar hi havia un incipient nucli urbà encara que caldria comprovar-ho.
L'any 1991, es van llevar els cossiets dels costats de la porta.